# Afriquia
Afriquia (in arabo افريقيا‎?), nota anche come Afriquia SA o Afriquia SMDC, è una compagnia petrolifera marocchina, con sede a Casablanca.

## Storia
Afriquia SMDC (Società marocchina per la distribuzione di carburante) è stata fondata nel 1959 da Ahmed Oulhaj Akhannouch e Haj Ahmed Wakrim.
Nel 1962 l'Afriquia acquisì un deposito di stoccaggio di 286.000 m³, diversificandolo poi nel settore del gas. Nel 1972, Afriquia ha stretto una partnership con Elf per lanciare le sue attività di lubrificanti nel paese.
L'acquisizione nel 2005 del Gruppo Oismine (proprietario della rete Somepi Carburants) ha reso Afriquia leader nella distribuzione di carburanti in Marocco. Nell'operazione, Akwa Group ha acquistato il 100% delle azioni di Somepi tramite Afriquia grazie a un prestito concesso da Attijariwafa Bank. Nel 2006 Afriquia abbandona la sua storica partnership sui lubrificanti con Elf e si avvicina a Texaco.
Nel 2007, l'Afriquia disponeva di 400 stazioni in Marocco e di una capacità di stoccaggio di 470.000 m³. Le stazioni sono riconoscibili grazie al concept “Afriquia village” disponibile in tutti i punti di distribuzione.
Nel settembre 2015, Afriquia contava 500 stazioni di servizio e ha annunciato un'importante campagna di rinnovamento dei suoi punti vendita, con l'obiettivo di liberalizzare il mercato entro la fine dell'anno. Nel febbraio 2017, il management ha annunciato l'intenzione di lanciare il marchio di manutenzione auto Autogo (allora 8 marchi) su tutta la sua rete di stazioni di servizio,.
Nell'aprile 2018, in Marocco è stato lanciato un appello al boicottaggio sui social network contro diversi marchi di vendita al dettaglio, tra cui Afriquia, accusati di aumentare il prezzo di alcuni prodotti di consumo.
Alla fine del 2018, Mohamed Benmoussa, capo economista del CGEM, ha denunciato i conflitti di interessi di Aziz Akhanouch e del cartello di cui l’Afriquia ha approfittato per aumentare i prezzi della benzina. Ciò suscita la rabbia di Said Elbaghdadi, direttore di Afriquia, che ha reagito tramite il quotidiano Today Marocco, di proprietà del gruppo Akwa.
Nel marzo 2020, la società ha affermato di contribuire con un miliardo di dirham al fondo creato dal re Mohammed VI per combattere la pandemia di coronavirus.
In realtà avrebbe dato solo 400 milioni di dirham. Informazione difficile da verificare perché il Ministero del Tesoro ha deciso di rendere pubbliche le cifre anonime.